# Bilohirsk (huyện)
Huyện Bilohirs (tiếng Ukraina: Білогірський район, chuyển tự: Bilohirss’kyi raion) là một huyện của tỉnh Krym. Huyện Bilohirs có diện tích 1894 km², dân số theo điều tra dân số ngày 5 tháng 12 năm 2001 là 66396 người với mật độ 35 người/km2. Trung tâm huyện nằm ở Bilohirsk.